# Stadium MK
Lo Stadium MK, spesso reso graficamente come Stadium:MK o stadium:mk, è un impianto sportivo multufunzione britannico di Milton Keynes, centro più popoloso della contea inglese del Buckinghamshire.
Si trova a Denbigh, un quartiere del distretto cittadino di Bletchley, all'interno di un complesso commerciale-sportivo costruito da Pete Winkelman, proprietario del locale club calcistico del MK Dons, usufruttuario dell'impianto.
Capace di più di 30000 posti, fu edificato tra il 2005 e il 2007 su progetto dello studio d'architettura HOK Sports (oggi Populous) ed è uno degli stadi più nuovi del Regno Unito.
In ambito internazionale ospitò tre gare della Coppa del Mondo di rugby 2015 ed è designato ad accoglierne quattro, tra cui una delle semifinali, del campionato europeo femminile di calcio 2022.
Il suo campo è in erba ibrida GrassMaster.

## Storia
Nel 2001 il londinese Wimbledon FC si trasferì a Milton Keynes a causa delle difficoltà a trovare una sistemazione stabile in città dopo il rapporto Taylor, a seguito del quale aveva dovuto abbandonare il suo storico stadio e condividere per un decennio il campo interno con il Crystal Palace; un progetto di dare al club uno stadio apposito, adiacente a un centro commerciale facente capo a InterMK, società immobiliare posseduta da Pete Winkelman, incontrò l'opposizione dei tifosi storici i quali videro in tale manovra l'ufficializzazione del definitivo abbandono di Londra.
Nel 2003 Winkelman, nel frattempo subentrato nella proprietà del Wimbledon FC, chiese alla Football Association di poterne cambiare il nome in MK Dons; il permesso fu accordato l'anno successivo.
IntelMK acquistò dal comune un vasto lotto di terreno nel quartiere di Denbigh a Bletchley, una delle quattro ex municipalità che furono sciolte nel 1967 per formare Milton Keynes, e ne rivendette una consistente porzione ad ASDA e a IKEA per coprire parzialmente i 42000000 £ di costo dello stadio che ivi aveva pianificato.
Il disegno architettonico dello stadio fu in capo allo studio HOK Sports, oggi Populous con il sostegno dell'anglo-australiana Sinclair Knight Merz per quanto riguarda l'ingegneria strutturale e le competenze tecniche della gallese Rowecord Engineering per la tecnologia dell'acciaio, del quale in costruzione ne furono usate circa 4000 t.
Il contraente generale, e realizzatore dello stadio, fu altresì l'impresa di costruzioni britannica Buckingham.
I lavori, durati da agosto 2005 a primavera 2007, inclusero anche un albergo da 80 letti ricavato all'interno delle gradinate dello stadio e un'arena coperta da circa 4500 posti destinata alla locale squadra di pallacanestro del MK Lions (successivamente migrata a Londra, facendo il percorso inverso del club di calcio).
Il 29 novembre 2007 avvenne l'inaugurazione presieduta dalla regina Elisabetta, in visita ufficiale in città per celebrarne il quarantennale della fondazione.
Da allora l'impianto è sede fissa del MK Dons.
Nel 2013 lo Stadium MK fu annunciato tra le sedi destinate a ospitare la Coppa del Mondo di rugby 2015 organizzata dall'Inghilterra; nella struttura furono previste tre partite che videro rappresentate cinque confederazioni continentali del rugby su sei (Francia ‒ Canada, Samoa ‒ Giappone e Figi ‒ Uruguay).
Ancora a livello di rugby di club, ospitò gare nelle competizioni europee del Northampton nella stagione 2011-12, mentre tra il 2008 e il 2011 accolse il Saracens in diversi appuntamenti di Premiership.
Tornando in ambito internazionale, ha visto di scena gare della nazionale femminile inglese di calcio (nel 2015 contro gli Stati Uniti e nel 2017 contro l'Austria), mentre di quella maschile solo la selezione U-23: al 2021 l'unico incontro internazionale maschile di calcio è un'amichevole tra Ghana e Lettonia vinta 1-0 dagli africani nel cammino di riscaldamento per il campionato mondiale di calcio 2010.
Lo Stadium MK è stato scelto anche come sede di tre gare della fase a gironi e una delle semifinali del campionato europeo femminile di calcio 2022, così rinominato dall'UEFA dopo lo slittamento di un anno a causa della pandemia di COVID-19.
Il terreno di gioco dello stadio, delle dimensioni di 105 × 68 m, è in erba rinforzata con fibre sintetiche piantate nel terreno secondo la tecnologia sviluppata da GrassMaster con cui esso è realizzato.

## Incontri internazionali di rilievo

### Calcio
| Arbitro: | Mark Clattenburg |

|                  |           |  |
| Owusu-Abeyie 89’ | Marcatori |  |

| Arbitro: | Sandra Bastos |

|  |           |            |
|  | Marcatori | 25’ Morgan |

### Rugby a 15
| Arbitro: | JP Doyle |

|                                                       |      |                              |
| Fofana 4’ Guirado 28’ Slimani 38’ Papé 67’ Grosso 74’ | mt   | 31’ v.d. Merwe 34’ Carpenter |
| Michalak 4’, 28’, 38’, 67’ Parra 74’                  | tr   | 31’ Hirayama                 |
| Michalak 14’, 59’                                     | c.p. | 42’, 56’ Hirayama            |